# Naissance en 941
Naissance
- 937
- 938
- 939
- 940
- 941
- 942
- 943
- 944
- 945

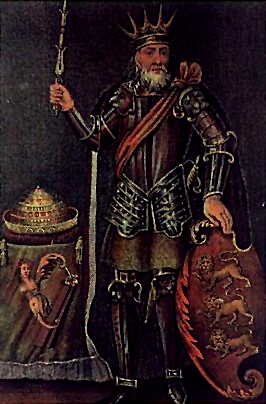
Brian Boru, né en 941.

Cette page dresse une liste de personnalités nées au cours de  l'année 941 :
- Edwy d'Angleterre, ou Eadwig,  roi d'Angleterre.
- Ibn Furak, imam musulman, théologien Asharite, spécialiste de la langue arabe (grammarien et poète), il est aussi juriste musulman et spécialiste des hadith selon le Madhab (école) shaféite.
- Lê Đại Hành, empereur du Annam (ancêtre du Viêt Nam).
- Lothaire,  roi des Francs.
- Théophano Anastaso, impératrice byzantine.

date incertaine (vers 941)
- Brian Boru, roi de Munster.

## Crédit d'auteurs
- Cet article est partiellement ou en totalité issu de l'article intitulé « 941 » (voir la liste des auteurs).